# 亚当斯 (内布拉斯加州)
亚当斯是美国内布拉斯加州盖奇县的村庄，根据2020年人口普查显示，该村共有604人。